# 星野源
星野 源（ほしの げん、1981年1月28日 - ）は、日本の音楽家、俳優、文筆家。埼玉県出身。妻は女優の新垣結衣。
インストゥルメンタルバンド・SAKEROCK（2015年に解散）のリーダーとして、主にギターとマリンバを担当していたほか、エッセイストやコラムニストとしての顔も持ち、複数の連載や刊行物を著している。
所属事務所はアミューズ（音楽業）、大人計画（俳優業）。所属レーベルはビクターエンタテインメント内のSPEEDSTAR RECORDS。

## 略歴
自由の森学園中学校・高等学校卒業。中学生の時にギターと演劇を始める。高校生の時に大人計画の舞台を見て、同劇団のワークショップに参加。
2000年10月、同じ高校出身の同級生らを誘い、インストゥルメンタルバンドSAKEROCKを結成。2003年の舞台『ニンゲン御破算』への参加をきっかけに、大人計画への所属が決まる。2005年、TBS系で放送されたTVドラマ『タイガー&ドラゴン』にて、下っ端落語家役「どんつく」を端役として演じる。2007年、『テレビブロス』9月1日号より、「細野晴臣と星野源の地平線の相談」を連載開始。映像制作ユニット「山田一郎」（星野源、山岸聖太、大原大次郎）を主宰し、制作したSAKEROCKのMV「ホニャララ」が、2009年『SPACE SHOWER Music Video Awards』のBEST CONCEPTUAL VIDEO賞を受賞した。
2010年にソロデビュー。同年6月、1stアルバム『ばかのうた』をビクターエンタテインメント内の細野晴臣主宰レーベル「デイジーワールド」から発売。CDショップ大賞第3回入選。2011年10月、9月発売の2ndアルバム『エピソード』が、オリコン・ウィークリーチャート（2011年10月10日付）で5位を獲得、第4回CDショップ大賞準大賞を受賞した。
2012年12月22日、くも膜下出血と診断されたため活動休止。2013年2月28日、J-WAVE『TOKYO HOT 100 CHART OF THE YEAR』授賞式にてステージに立ち仕事復帰した。しかし、2013年6月ごろに行なった検査でくも膜下出血再発を確認、再び活動休止。6月29日に開催予定だった『星野 源 "moment"』は中止、7月19日に日本武道館で開催予定だった『星野 源 ワンマンライブ "STRANGER IN BUDOKAN"』は延期が決まった。星野がパーソナリティを務めていたNHK-FM『星野源のラディカルアワー』は、6月28日をもって番組を終了することになった。9月26日、再手術が成功し退院したことを発表。同年公開の主演映画・『箱入り息子の恋』や『地獄でなぜ悪い』での演技やアニメ映画の声優、映画音楽の製作なども評価され、第5回TAMA映画賞、第37回日本アカデミー賞、毎日映画コンクールなどの新人俳優賞を受賞した。2014年2月6日、日本武道館で復帰ライブを行った。2015年3月25日、音楽活動でのマネージメントをカクバリズムからアミューズへ移したことを公式サイトにて発表した。同年6月2日、自身がリーダーを務めていたバンド、SAKEROCKが解散。解散ライブを両国国技館で開催した。
2016年、CDショップ大賞を受賞。同年3月末よりラジオ番組ニッポン放送『星野源のオールナイトニッポン』のレギュラー放送が開始。2017年には50周年を迎える同番組の記念ジングルの制作を担当。このジングルは1月2日深夜よりオンエアが開始されている。同年10月期、テレビドラマ『逃げるは恥だが役に立つ』に出演、主題歌「恋」も担当。ドラマは平均14.5%の視聴率を記録し、星野は演じた津崎平匡役で第6回コンフィデンスアワード・ドラマ賞・助演男優賞やエランドール賞新人賞などを受賞、ドラマのエンディングで「恋」をバックに出演者たちが同楽曲の振り付けを披露した「恋ダンス」を含め、社会現象となった。
2017年5月から9月にかけ『星野源 LIVE TOUR 2017 "Continues"』が開催され、全国10箇所・20公演を行った。2018年、上期放送の連続テレビ小説『半分、青い。』の主題歌「アイデア」をリリース。連続テレビ小説は2010年の『ゲゲゲの女房』で俳優として出演しており朝ドラで俳優出演と主題歌担当で出場した（ただし、西城秀樹や倍賞千恵子など5名の前例がいる）。
2019年2月から3月にかけて初の5大ドームツアー 『星野源 DOME TOUR 2019「POP VIRUS」』が開催され、全国5箇所8公演を行った。8月30日、全楽曲のストリーミング配信を開始。同日、自身のInstagramを開設。11月25日 - 12月14日、自身初となる海外ツアー『星野源 POP VIRUS World Tour』を開催し、世界4箇所・5公演を行った。
2020年3月に開催予定だった初のYELLOW PASS限定イベント「“Assembly” Vol.01」が新型コロナウイルス（COVID-19）の感染拡大のため、すべての公演(3月4日、5日横浜アリーナ、3月17日、18日大阪城ホール)を中止した。同年7月12日に自身初の無観客配信ライブ「Gen Hoshino’s 10th Anniversary Concert “Gratitude”」を渋谷CLUB QUATTROにて行った。10月21日、1st - 11thの全シングルを初回限定盤仕様で復刻した『Gen Hoshino Singles Box “GRATITUDE”』として発売。同年秋、『罪の声』への出演で、第45回報知映画賞助演男優賞を受賞、初の助演男優賞受賞となった。2024年11月27日、2025年春に6枚目となるニューアルバムをリリースし、約6年ぶりとなる全国アリーナツアーを開催することを発表。2025年3月3日、6枚目のニューアルバムのタイトルが『Gen（げん）』に決定した事、発売日が5月14日に決定した事を合わせて発表した。

### 私生活
2021年1月2日に放送された『逃げるは恥だが役に立つ』のスペシャルドラマ版『逃げるは恥だが役に立つ ガンバレ人類!新春スペシャル!!』の撮影を機に、2020年11月から同作品の共演者である女優の新垣結衣と結婚を前提とする交際を開始し、2021年5月19日に結婚を公表した。
同年11月6日発売の雑誌『ダ・ヴィンチ』の中のエッセイ「いのちの車窓から」で「同じ家で暮らし始めた頃、妻が作ってくれたご飯」と記し、同居から時間が経過していることを記載している。このエピソードは2024年9月30日発売『いのちの車窓から2』に収録されている。

## 人物

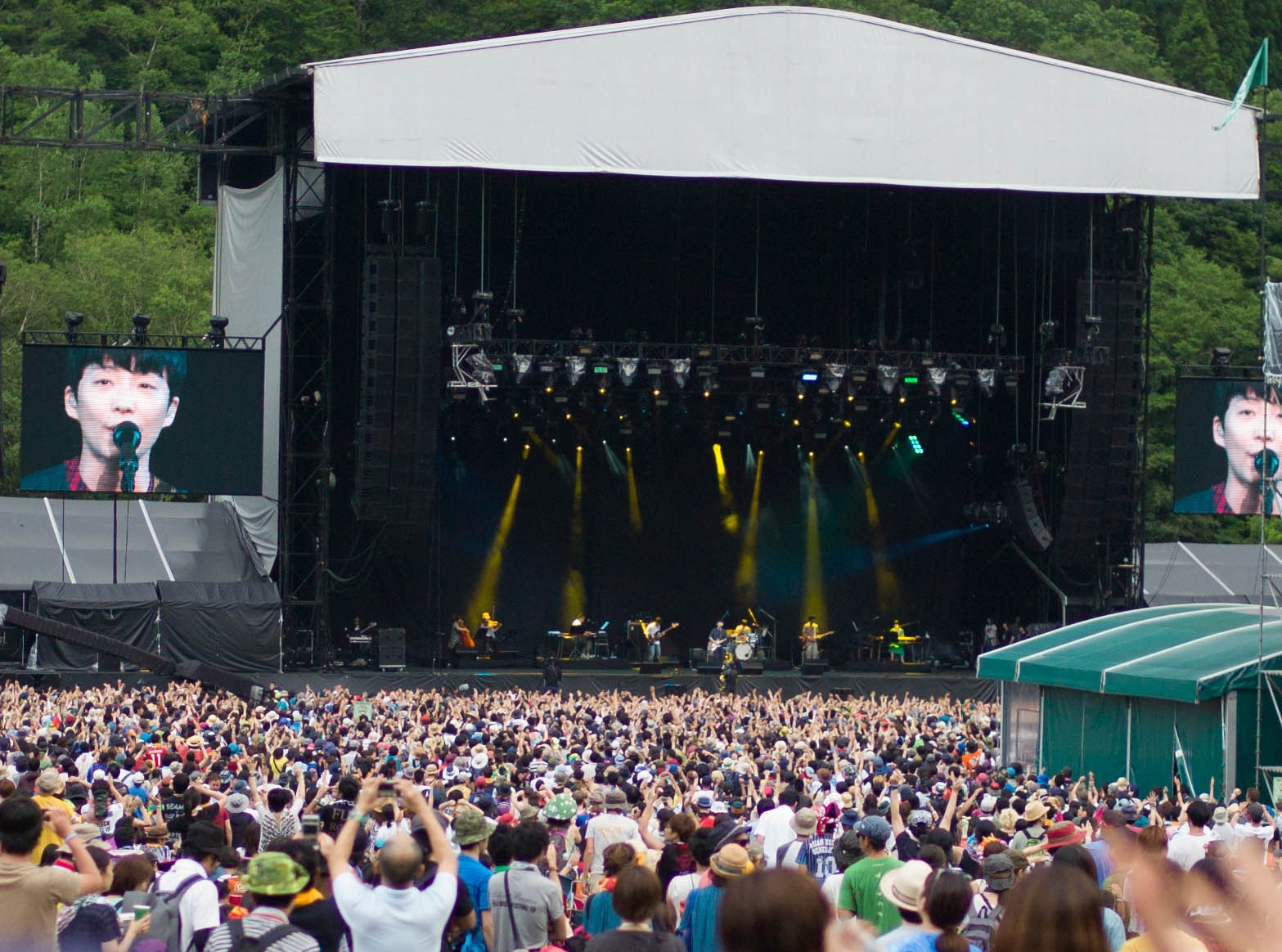
フジロックフェスティバルにて（2015年）

### 生い立ち
「星野源」は出生名で、「漢字1文字」「外国人も呼びやすい」「雨の日の水曜日に生まれたので、さんずいが付く、水に関係のある漢字」をという両親の考えで「源」と名付けられた。
実家は元々八百屋で、後にジャズ喫茶「signal」を経営したが、2016年10月22日に閉店している。

### 名物キャラクター・ニセ明
ニセ 明（ニセ あきら）は、星野源のライブステージやミュージック・ビデオ、初回限定盤の特典映像、公式YouTubeチャンネルなどに登場する名物キャラクターである。ファンネームは「ファヌ」。星野の盟友という設定で、外見は若いころの布施明を模しており、長髪にサングラスという風貌である。このキャラクターについては、布施本人にも許可を得ている。
キャラクター誕生のきっかけは、2012年からのくも膜下出血による闘病に始まる。2014年に復帰ライブを行う際には、星野は「感動のステージ」になることを予測していた。しかし、「できれば楽しんでほしい」「こんなばかだったらこれからも大丈夫って思ってもらいたくて」との思いから、笑いを盛り込んだ演出プランを希望した。そのひとつとしてアンコール登場の際に布施をまねた姿で登場し、休養中にカラオケで歌っていた布施の楽曲「君は薔薇より美しい」を歌うというパフォーマンスを行った。以後、ファンの間では大人気のキャラクターとなった。
自身が作詞・作曲を手掛けたオリジナル音源として「Real」、「Fake」の2曲がある。
2017年には、関ジャニ∞のアルバム『ジャム』のリード曲「今」を「akira nise」名義で楽曲提供（作詞・作曲）を行う等、星野の作品以外でも活動の幅を広げている。
アルバム『POP VIRUS』DVD特典映像では、ニセの友人として『おげんさんといっしょ』のキャラクター・雅マモル（演 - 宮野真守）、ニセの同級生という設定のウソノ晴臣（演 - ハマ・オカモト）も登場する。
2019年開催の「星野源 DOME TOUR 2019 “POP VIRUS”」全国5大ドームを周るライブ公演にもアンコールに登場し「君は薔薇より美しい」を歌唱。歌唱中に星野本人が登場し、同じステージ上での共演を果たす。
2020年4月20日から26日には、星野源の公式YouTubeでニセの歴史を振り返っていくシリーズ『ニセ明ヒストリー』が、毎日19時に動画を更新する形で公開された。
2022年2月22日の深夜より「星野源のオールナイトニッポン」放送前に行われていたビフォートークを単独で担当。
2023年6月からは、星野源のオールナイトニッポン 内で「ニセ明のオールナイトニッポン」を隔週で担当し、2024年4月9日の放送よりレギュラーコーナーとなる。
2024年10月22日放送のスペシャルウィークは「ニセ明のオールナイトニッポン」と称し、初の番組パーソナリティとなる。
2025年4月1日放送から、新コーナー「ニセ明のWeather Forecast」を担当する。
2025年5月14日リリースアルバム「Gen」の初回特典の映像内より新たな仲間として、パーソナルアシスタントと名乗る上白石まね（演 - 上白石萌音）が登場した。
2025年6月23日には同年のエイプリールフール企画にてリリースが示唆された「Fake」が実際に配信リリースされ、ついにメジャーデビューを果たした。ニセによるソロバージョンに加え、雅、ウソノ、上白石が参加したバージョンが収録されており、同日には後者バージョンのミュージックビデオが公開された。

### その他
自身の「J-POP原体験」としてB'zの「LADY NAVIGATION」を挙げている。少年期は他にUNICORN、WANDS、サザンオールスターズ、CHAGE and ASKAなどをよく聴いており、特にUNICORNのアルバム『服部』は聴き倒したという。洋楽では、マイケル・ジャクソンやプリンス、アース・ウィンド・アンド・ファイアー、アイズレー・ブラザーズ、ディアンジェロなどのブラック・ミュージックに影響を受けている。影響を受けた前述の音楽に加え、R&B、ソウルミュージックの影響から昇華した自身の音楽活動ジャンルを「イエローミュージック」と定義付け、同時にその確立を目標としていた。その後、2024年9月30日発売のエッセイ集『いのちの車窓から2』で、「自分以外のアジア系の人々に対する認識が抜け落ちている」、自らの音楽は様々な人種が生み出した音楽に影響を受けて出来上がっているため「さもアジア系が生んだ音楽かの様に言ってしまうのは文化の盗用になる」として、「ジャンル化しようとすることは間違っていた」と記している。
ラジオ好きであり、特にTBSラジオ『ライムスター宇多丸のウィークエンド・シャッフル』のヘビーリスナーである。同番組が2011年に番組内で使用するジングルを募集した際には「スーパー・スケベ・タイム」というラジオネームを名乗って応募し、最優秀賞を受賞。このジングルは作者が星野源であることを番組スタッフにも気付かれぬまま、その後2年以上に渡って使用されていた。学生時代は、小堺一機と関根勤がパーソナリティを務めていた『コサキンDEワァオ!』（TBSラジオ）のヘビーリスナーでハガキ職人だった。
小学生の頃からハナ肇とクレージーキャッツの大ファンで、自身のラジオ番組内で何度もクレイジーキャッツ愛を語っており、映画『大冒険』の挿入歌「大冒険マーチ」を神曲と呼ぶほどである。ラジオ番組にゲスト出演した際、シングル曲「Crazy Crazy」は、クレージーキャッツをイメージして作った曲であると語っている。
インドア派を公言している。ゲームやアニメが好きで、杉田智和、中村悠一、下野紘ら声優とも仲が良く、彼らが自身のラジオにゲスト出演する機会も多い。また『アイドルマスター』の熱心なファンでもある。『星野源のオールナイトニッポン』ではトークとして語るだけでなく、アイドルマスターの楽曲を何度もかけている。他にも機種、インディーズを問わず多くのゲームについて自身のラジオ番組で語っており、特に『MOTHER』シリーズには思い入れが強く、2006年に『ほぼ日刊イトイ新聞』への寄稿も行っているほか、2018年時点でもラジオで話題に出している。社会人として独立してから、子供の時に欲しかったバーチャルボーイを購入し、所有している。同機を開発した元任天堂の横井軍平と、『マリオ』シリーズ、『ゼルダの伝説』シリーズの生みの親である任天堂の宮本茂両名のクリエイターからも影響を受けており、両氏の思想や開発スタイルを自身の音楽活動への考え方にも組み込んでいる事を明かしている。
2020年7月に行われ、300人が投票に参加した「メガネが似合う俳優ランキング」では、高橋一生や佐藤健らを凌ぎ1位を獲得した。
好きな機材にリズムマシンのローランド・TR-808がある。愛称が「やおや」であり、先述の様に実家が八百屋だった事もありシンパシーを感じ、作業場のスタジオの名前にも「808」と付ける程。

## 受賞歴

### 音楽業
- 2011年
  - 第3回CDショップ大賞2011 - 入賞『ばかのうた』[80]
- 2012年
  - 第4回CDショップ大賞2012 - 準大賞『エピソード』[81]
- 2014年
  - 第6回CDショップ大賞2014 - 入賞『Stranger』[82]
  - MTV VMAJ 2014 Best Video from a Film “地獄でなぜ悪い” from「地獄でなぜ悪い」（浅野直之 & 星野源）[83]
- 2015年
  - 第7回CDショップ大賞2015 - ライブ映像賞『STRANGER IN BUDOKAN』
  - MTV VMAJ 2015 Best Male Video -Japan-「SUN」
- 2016年
  - SPACE SHOWER MUSIC AWARDS 2016 BEST MALE ARTIST[注 1][84]
  - 第8回CDショップ大賞2016 - 大賞『YELLOW DANCER』[85]
  - 第91回ザテレビジョンドラマアカデミー賞 - ドラマソング賞「恋」[86]
  - 第31回日本ゴールドディスク大賞 - ソング・オブ・ザ・イヤー・バイ・ダウンロード（邦楽）「恋」
- 2017年
  - SPACE SHOWER MUSIC AWARDS 2017 VIDEO OF THE YEAR[注 2]「恋」
  - MTV VMAJ 2017 - 2冠達成[87]
  - Best Video of the Year「Family Song」
    - Best Male Video -Japan-「Family Song」
    - Best Choreography 「恋」

  - 東京ドラマアウォード2017 - 主題歌賞「恋」[88]
  - Billboard JAPAN MUSIC AWARDS 2017
    - Artist of the Year 2017
    - Hot 100 of the Year 2017「恋」
    - Download Songs of the Year 2017「恋」
- 2018年
  - SPACE SHOWER MUSIC AWARDS 2018[89]
    - PEOPLE'S CHOICE[注 3]
    - BEST ART DIRECTION VIDEO[注 4]「Family Song」

  - 2018年JASRAC賞 -「恋」金賞受賞
  - MTV VMAJ 2018
    - Best Pop Video「アイデア」
    - Best Art Direction Video「アイデア」

  - 第98回ザテレビジョンドラマアカデミー賞 - ドラマソング賞「アイデア」[90]
- 2019年
  - 第33回日本ゴールドディスク大賞
    - ベスト5アルバム(邦楽)『POP VIRUS』
    - ベスト5ソング・バイ・ダウンロード「アイデア」

  - SPACE SHOWER MUSIC AWARDS 2019
    - ARTIST OF THE YEAR
    - PEOPLE'S CHOICE
    - ALBUM OF THE YEAR『POP VIRUS』
    - BEST POP ARTIST

  - 第11回CDショップ大賞2019
    - 大賞〈赤〉『POP VIRUS』

  - MTV VMAJ 2019
    - BEST ALBUM OF THE YEAR『POP VIRUS』

  - Billboard JAPAN MUSIC AWARDS 2019
    - Download Albums of the Year 2019『POP VIRUS』
- 2020年
  - SPACE SHOWER MUSIC AWARDS 2020
    - BEST COLLABORATION「Same Thing (feat. Superorganism)」
    - BEST INFLUENTIAL ARTIST
- 2021年
  - SPACE SHOWER MUSIC AWARDS 2021
    - BEST NEW VISION

  - MTV VMAJ 2021
    - Best Solo Artist Video「不思議」
- 2022年
  - SPACE SHOWER MUSIC AWARDS 2022 
    - VIDEO OF THE YEAR「不思議」
- 2023年
  - 第7回クランチロール・アニメアワード
    - 最優秀エンディング賞「喜劇」

### 俳優業
- 2014年
  - 第37回日本アカデミー賞 - 新人俳優賞（『箱入り息子の恋』『地獄でなぜ悪い』）[91]
  - 第68回毎日映画コンクール - スポニチグランプリ新人賞（『箱入り息子の恋』）[92]
  - 第35回ヨコハマ映画祭 - 最優秀新人賞（『箱入り息子の恋』、『地獄でなぜ悪い』）[93]
  - 第5回TAMA映画賞 - 最優秀新進男優賞（『箱入り息子の恋』、『地獄でなぜ悪い』、『聖☆おにいさん』）
  - 第23回日本映画批評家大賞 - 新人賞・南俊子賞（『箱入り息子の恋』）[94]
- 2017年
  - 第6回コンフィデンスアワード・ドラマ賞 - 助演男優賞（『逃げるは恥だが役に立つ』 TBS系）[95]
  - 第41回エランドール賞 - 新人賞（『コウノドリ』 TBS系、『真田丸』 NHK、『逃げるは恥だが役に立つ』TBS系）
  - 第91回ザテレビジョンドラマアカデミー賞 - 助演男優賞（『逃げるは恥だが役に立つ』 TBS系）[96]
- 2020年
  - 第43回日本アカデミー賞 - 話題賞 俳優部門（『引っ越し大名!』）[97]
  - 第45回報知映画賞 - 助演男優賞（『罪の声』）[46]
- 2021年
  - 第44回日本アカデミー賞 - 優秀助演男優賞（『罪の声』） [98]

### 文筆業・その他
- 2017年
  - 第9回伊丹十三賞[99][100][101]
  - ギャラクシー賞 2017年5月度月間賞 - おげんさんといっしょ（2017年5月4日放送、NHK）
  - 第54回ギャラクシー賞 - 【ラジオ部門】DJパーソナリティ賞（『星野源のオールナイトニッポン』ニッポン放送）[102]
  - 第5回ブクログ大賞 - エッセイ・ノンフィクション部門『いのちの車窓から』
  - ダ・ヴィンチ BOOK OF THE YEAR 2017 【エッセイ・ノンフィクション部門】 - 1位
- 2018年
  - 第55回ギャラクシー賞 奨励賞 - 2017年5月度月間賞 - 『おげんさんといっしょ』（2017年5月4日放送、NHK）に対して[103]
- 2020年
  - GQ Men of the Year2020 インスピレーション・オブ・ザ・イヤー賞 - 『MIU404』での主演、ソロデビュー10周年、コロナ禍の中「うちで踊ろう」の発表で日本中を元気づけたことに対して[104]
- 2022年
  - ダ・ヴィンチ BOOK OF THE YEAR 2020 【文庫部門】 - 1位
- 2023年
  - GQ Global Creativity Awards 2024[105] - 創造力で世界を動かし、変えようとする人たちを讃える「グローバル・クリエイティビティ・アワード」。あらゆる境界線を超え、私たちの想像を軽やかに超える作品を生み出すことに対しての受賞
- 2024年
  - 第50回放送文化基金賞 ラジオ部門「奨励賞」[106] - 星野源のオールナイトニッポン 2024年1月3日（2日深夜）放送に対して
  - ダ・ヴィンチ BOOK OF THE YEAR 2024 【エッセイ・ノンフィクション・その他部門】 - 1位

## 出演

### テレビドラマ
- WATER BOYS（2003年7月1日 - 9月9日、フジテレビ） - 星山 役
- マンハッタンラブストーリー 第6話（2003年11月13日、TBS） - 風丸 役
- ドールハウス 第3話（2004年1月29日、TBS）
- 女達の罪と罰（2004年4月6日、フジテレビ）
- 離婚弁護士 第2話（2004年4月22日、フジテレビ）
- トキオ 父への伝言 第1話（2004年8月30日、NHK） - 大久保浩二 役
- 「弟」 第2話（2004年11月18日、テレビ朝日）
- 優しい時間 第3話（2005年1月27日、フジテレビ） - 天野洋一 役
- 劇団演技者。「眠れる森の死体」（2005年2月16日 - 3月9日、フジテレビ） - ヒロミ 役
- タイガー&ドラゴン（2005年1月9日、TBS） - 林屋亭どんつく 役
  - タイガー&ドラゴン（2005年4月15日 - 6月24日）
- アキハバラ@DEEP（2006年6月19日 - 8月7日、TBS） - タイコ 役
- もうひとつのシュガー&スパイス 第4話「片思いの彼編」（2006年9月20日、フジテレビ） - 小山成司 役
- 東京タワー 〜オカンとボクと、時々、オトン〜 第2話 - 第4話（2007年1月15日 - 29日、フジテレビ） - 澤田玉夫 役
- 探偵学園Q（2007年7月3日 - 9月11日、日本テレビ） - 猫田刑事 役
- 去年ルノアールで（2007年7月15日 - 9月30日、テレビ東京） - 主演・私 役
- 未来講師めぐる（2008年1月11日 - 3月14日、テレビ朝日） - 江口秀夫 役
- 週刊真木よう子「蝶々のままで」（2008年5月28日、テレビ東京） - 井上ヒロシ 役
- ゴーストフレンズ 第5話（2009年4月30日、NHK） - 西宮信二 役
- 連続テレビ小説 ゲゲゲの女房（2010年3月29日 - 9月25日、NHK） - 及川（飯田）貴司 役
- 祝女〜shukujo〜 シーズン2（2010年10月28日、NHK） - ゲスト
- 私が初めて創ったドラマ -怪獣を呼ぶ男-（2010年12月10日、NHKデジタル衛星ハイビジョン） - 主演・副島広太 役
- 11人もいる!（2011年10月21日 - 12月16日、テレビ朝日） - 真田ヒロユキ 役
- 昨夜のカレー、明日のパン（2014年10月5日 - 11月16日、NHK BSプレミアム） - 寺山一樹 / 路上コトバ師 役[107]
- 紅白が生まれた日（2015年3月21日、NHK） - ジョージ馬淵 役[108]
- コウノドリ（TBS） - 四宮春樹 役
  - 第1シリーズ（2015年10月16日 - 12月18日）[109]
  - 第2シリーズ（2017年10月13日 - 12月22日）[110]
- 大河ドラマ（NHK）
  - 真田丸（2016年7月 - 2016年12月18日） - 徳川秀忠 役[111]
  - いだてん〜東京オリムピック噺〜（2019年1月6日 - 12月8日） - 平沢和重 役[112]
- 逃げるは恥だが役に立つ（TBS） - 津崎平匡 役[113]
  - 連続ドラマ（2016年10月11日 - 12月20日）
  - ガンバレ人類! 新春スペシャル!!（2021年1月2日）[114]
- プラージュ〜訳ありばかりのシェアハウス〜（2017年8月12日 - 9月9日、WOWOW） - 主演・吉村貴生 役[115]
- MIU404（2020年6月26日 - 9月4日、TBS） - 主演・志摩一未 役（※ 綾野剛とダブル主演）[116]
- 土曜ドラマ 17才の帝国（2022年5月7日 - 6月4日、NHK総合） - 平清志 役[117]
- スロウトレイン（2025年1月2日、TBS） - 百目鬼見 役[118]

### 映画
- 新しい予感（2002年制作） - 出演、音楽担当[119]
- 69 sixty nine（2004年7月10日、東映） - 中村譲 役
- ノン子36歳（家事手伝い）（2008年12月20日、ゼアリズエンタープライズ） - マサル 役
- 少年メリケンサック（2009年2月14日、東映） - GOAのギターボーカル 役
- 箱入り息子の恋（2013年6月8日、キノフィルムズ） - 主演・天雫健太郎 役[120]
- 地獄でなぜ悪い（2013年9月28日、キングレコード / ティ・ジョイ） - 橋本公次 役
- ラブ&ピース（2015年6月27日、アスミック・エース） - PC-300 役（声の出演）
- 引っ越し大名!（2019年8月30日、松竹） - 主演・片桐春之介 役[121]
- 罪の声（2020年10月30日、東宝） - 曽根俊也 役[122][注 5]
- ラストマイル（2024年8月23日、東宝） - 志摩一未 役[126][127]

### 劇場アニメ
- 聖☆おにいさん（2013年5月10日、東宝映像事業部） - 主演・ブッダ 役
- ちえりとチェリー（2016年7月30日、ジャパン・スローシネマ・ネットワーク） - チェリー 役[128][129]
- 夜は短し歩けよ乙女（2017年4月7日、東宝映像事業部） - 主演・先輩 役[130]
- 未来のミライ（2018年7月20日、東宝映像事業部） - おとうさん 役[131]

### OVA
- 聖☆おにいさん（2012年・2013年） - 主演・ブッダ 役
- 女の園の星（2022年） - 主演・星先生 役[132]

### NHK紅白歌合戦出場歴
| 年度   | 放送回 | 回 | 曲目                    | 備考                                        |
| ------ | ------ | -- | ----------------------- | ------------------------------------------- |
| 2015年 | 第66回 | 初 | SUN                     |                                             |
| 2016年 | 第67回 | 2  | 恋                      | 新垣結衣が審査員として出演                  |
| 2017年 | 第68回 | 3  | Family Song             |                                             |
| 2018年 | 第69回 | 4  | アイデア                | 『おげんさんといっしょ』の企画にも出演      |
| 2019年 | 第70回 | 5  | Same Thing              | 『おげんさんといっしょ』の企画にも出演（2） |
| 2020年 | 第71回 | 6  | うちで踊ろう （大晦日） | 新たに2番の歌詞を追加したバージョンで披露   |
| 2021年 | 第72回 | 7  | 不思議                  |                                             |
| 2022年 | 第73回 | 8  | 喜劇                    |                                             |
| 2023年 | 第74回 | 9  | 生命体                  |                                             |
| 2024年 | 第75回 | 10 | ばらばら                | 一部の歌詞を変更し披露                      |

### バラエティ
- ファミ通WaveDVD『ボーズの○○タイム』
  - 2008年2月号「俺たちとほしのくんと笑顔」（病人のほしのくん役として出演）
  - 2009年1月号「俺たちとSAKEROCKとおもしろい顔」（初めて星野源として、浜野謙太と共に出演）
  - 2010年3月号「俺たちとほしのくんの笑顔を再び。」（ほしのくん役で再び出演）
- LIFE!〜人生に捧げるコント〜
  - series-0 2012年9月1日・2012年12月22日、NHKBSプレミアム
  - series-1 2013年6月 - 2014年3月、NHK総合
  - series-2 2014年4月 - 2014年9月、NHK総合
  - series-3 2015年4月 - 2015年9月、NHK総合
  - series-4 2016年4月 - 2017年3月、NHK総合
  - series-5 不定期放送 2017年8月14日、NHK総合
  - 12周年SP 第二夜 2024年9月23日、NHK総合
- 細野晴臣イエローマジックショー2（2019年1月1日、NHK BS4K／1月2日、NHK BSプレミアム）[136]
- 細野晴臣イエローマジックショー4（2025年1月30日、NHK総合）
- あちこちオードリー（2021年6月30日、テレビ東京）[137]
- LIGHTHOUSE （2023年8月22日、Netflix）[138] - 全話6話

### その他のテレビ番組
- +COLOR（2005年4月3日 - 9月25日、フジテレビ） - ナレーション
- スペシャボーイズ（2006年4月5日 - 2007年9月19日、スペースシャワーTV） - コーナーVJ
- 私の10のルール（2009年4月7日 - 9月22日、TBS） - ナレーション
- 矢沢永吉&糸井重里〜素人社長二人 今だからこそ、…お金の話〜（2010年8月1日、NHK教育） - ナレーション
- 課外授業 ようこそ先輩（2011年4月9日、NHK総合） - ナレーション
- 旅のチカラ “ナッシュビル 28歳のテネシーワルツ 歌手・植村花菜”（2011年9月13日、NHK BSプレミアム） - ナレーション
- 佐野元春のザ・ソングライターズ シーズン4（2012年11月2日・11月9日、NHK教育）
- SONGS（2013年1月26日、2015年11月23日、2017年9月28日（星野源スペシャル）、2021年6月24日、2022年6月16日、2023年9月21日、2025年5月15日） - 2015年出演から、単独ゲストとして放送。
- おげんさんといっしょ（NHK総合）
  - 第1弾（2017年5月4日） - 初の冠番組[139]
  - 第2弾（2018年8月20日） - 冠番組の第2弾[140]
  - 第3弾（2019年10月14日） - 冠番組の第3弾[141]
  - 第4弾（2020年11月3日） - 冠番組の第4弾、放送終了後に翌日（同日深夜）の『星野源のオールナイトニッポン』（ニッポン放送）に引き継がれてコラボレーション放送[142]。
  - 第5弾（2021年11月23日） - 冠番組の第5弾[143]
  - 第6弾（2022年8月18日）‐冠番組の第6弾[144]
  - 第7弾（2025年3月27日） -冠番組の第7弾[145]。今回の放送でファイナルとなる。放送終了後には「もうすぐ後夜祭」と銘打った生配信をNHK MUSIC公式youtubuにて実施。その後「おげんさんといっしょ後夜祭」をNHK-BSにて生放送[146]。
- おげんさんといっしょ - 番外（NHK総合）
  - 『おげんさんと（ほぼ）いっしょ』（2020年5月25日） - 初のリモート収録[147]
  - 『おげんさんといっしょ オールタイムリクエスト』（2021年11月20日） - 視聴者からの「もう1度聴きたいあの曲」アンケートをもとにおげんさんとおげんさんちのねずみが名シーンの振り返りや裏話を語る[148]。
- おげんさんのサブスク堂（NHK総合）
  - 2022年8月6日 - 8月13日（全2回） - 星野が扮する「おげんさん」と松重豊が扮する「豊豊」が大好きな音楽について語り合う番組内の同名コーナーを単独番組として放送[149]。
  - 2023年6月21日 - 8月26日（全6回） - 3か月連続で放送。月替わりで登場するゲストを迎え、今気になる音楽や貴重な映像について語り合う[150]
    - マンスリーゲスト - 6月（6月21日、28日）所ジョージ、7月（7月23日、30日）有村架純、8月（8月12日、26日）羽生結弦

  - 2024年1月9日 - 3月12日（全10回）レギュラー放送化[151]
    - 1月9日、16日 「おげんさんちのねずみ（宮野真守）」
    - 1月23日、30日 「ジョージおじさん（所ジョージ）」（アンコール）
    - 2月6日、13日 「架純おばあちゃん（有村架純）」（アンコール）
    - 2月20日、 27日 「おげんさんの弟・ゆづ（羽生結弦）」（アンコール）
    - 3月5日、12日 「おげんさんの甥っ子姪っ子（YOASOBI）」
- 星野源のおんがくこうろん
  - シーズン1（2022年2月11日 - 3月11日、NHK Eテレ）[152]
  - シーズン2（2022年12月3日 - 12月24日、NHK Eテレ）[153]
  - シーズン3（2024年10月11日 - 11月1日、NHK Eテレ）[154]

### PV
- サカナクション「ドキュメント」（2011年） - 山口一郎本人のタブレットの写真ギャラリーに登場
- サザンオールスターズ「天国オン・ザ・ビーチ」（2014年）

### ラジオ
- オールナイトニッポン クリエイターズナイト（2008年8月8日 - 11月21日、ニッポン放送） - 原則として第2週目担当。
- RADIPEDIA（2011年1月5日 - 、J-WAVE） - 毎月最終放送日担当（2014年2月27日 - 、2013年6月17日まで月曜日担当、2012年3月28日まで水曜日担当[155]）
- 星野源のラディカルアワー（2013年4月5日 - 6月28日、NHK-FM放送） - 隔週金曜。「ラジ音!」を担当していた上地雄輔の後任を務めたが、クモ膜下出血再発による療養のため降板。
- 星野源のオールナイトニッポン（2016年3月28日 - 、ニッポン放送） - 2017年3月27日まで月曜日担当、2017年4月5日より毎週火曜日25時 - 27時担当[注 9]
- Inner Visions Hour with Gen Hoshino（2021年6月13日 - 8月1日、Apple Music）[156][157]
- 金曜JUNK バナナマンのバナナムーンGOLD（TBSラジオ） - 2010年以降、5月14日前後に行われる放送回で日村勇紀の誕生日企画に出演。毎年日村へのバースデーソングを披露しているが、2020年および2021年は趣向を変え、バナナマンの二人に起こった出来事に沿って製作した曲を提供した。
- 上柳昌彦 あさぼらけ（2025年5月13日 - 16日、ニッポン放送） - スペシャルコメント（録音）

### CM
- マクドナルド『朝マック』（2006年）
- 大塚製薬「ファイブミニ」
  - 『新野菜篇』（2007年4月 - ）
  - 『新商品篇』（2007年6月 - ）
  - 『レタモン畑篇』（2008年4月 - ）
- 資生堂
  - 『アネッサ』「笑顔キラリ」篇 （2012年）※ナレーションのみ。
  - マキアージュ Snow BeautyII ショートムービー「Snow Beauty」（2015年） - 岳 役 [158]
- 東京ガス『ピピッとコンロ』「家族のはなし 長男の結婚」篇 （2012年12月 - ）
- ユーキャン『ユーキャン通信講座』（2016年）[159]
- アサヒビール「ノンアルコールビールテイスト」（2016年）※ナレーションのみ[160]
- ACジャパン「ライバルは、1964年」（2016年7月）※ナレーションのみ
- スカパー!「リオ2016パラリンピック専門チャンネル」（2016年）※ナレーションのみ
- ハウスウェルネスフーズ「ウコンの力」（2016年12月 - 2017年11月）[161]
  - 「ウコンの力 レバープラス プラチナ」（2017年7月）
- 日清食品「日清のどん兵衛」（2017年5月 - 2022年4月）
- サッポロビール
  - 黒ラベル「大人エレベーター」シリーズ第28弾（2017年）
  - サッポロ 麦のくつろぎ「麦のくつろぎ ノンアルを変える篇」（2018年4月 - ）[162]
- 花王「ビオレu ボディウォッシュ」（2017年）
- NTTドコモ（2018年9月 - 2021年3月）
- 任天堂「スーパーマリオブラザーズ 35周年」（2020年9月）[163]
- UCC上島珈琲
  - 「COFFEE CREATION」シリーズ（2021年11月 - ）[164]
  - 「UCC GOLD SPECIAL PREMIUM」（2022年9月 - ）
- キリンビール「淡麗グリーンラベル」（2023年5月9日 - ）
- 積水ハウス「グランドメゾン」（2023年8月 - ）[165]
- アサヒ飲料「Wonda」（2025年4月 - ）[166]

### 舞台
- ペンギンプルペイルパイルズ vol.2「ワークインタイムマシン」（2001年）
- シアターコクーン オンレパートリー2003「ニンゲン御破産」（2003年）
- ペンギンプルペイルパイルズ vol.8「246番地の雰囲気」（2004年）※SAKEROCKとして
- 大人計画 ウーマンリブ vol.8「轟天VS港カヲル〜ドラゴンロック!女たちよ、俺を愛してきれいになあれ〜」（2004年）
- M&O playsプロデュース「アイスクリームマン」（2005年）
- 大人計画 ウーマンリブ Vol.9「七人の恋人」（2005年）
- 大人計画 ウーマンリブ vol.10「ウーマンリブ先生」（2006年）
- PARCO製作 ミュージカル「キャバレー」（2007年）
- PARCO製作「LOVE LETTERS 2008 SPRING SPECIAL」（2008年） ※共演：本谷有希子
- シアターコクーン「女教師（じょきょうし）は二度抱かれた」（2008年）
- 大人計画 ウーマンリブ vol.11「七人は僕の恋人」（2008年）
- 大人計画 「サッちゃんの明日」（2009年）
- PARCO製作「テキサス -TEXAS-」（2012年）
- シス・カンパニー「宮沢賢治が伝えること」（2012年）
- 大人の新感線「ラストフラワーズ」（2014年）

### Ustream
- ビクターエンタテインメント サケノサカナ（2011年 - 2013年） ※共演：山口一郎（サカナクション）
- ビクターエンタテインメント 夜のテレビジョン（2014年 - ） ※共演：山口一郎（サカナクション）

### ゲーム
- DEATH STRANDING 2: ON THE BEACH（2025年）- ミュージシャン 星野源 役

## ディスコグラフィ

### シングル

#### CDシングル
|      | 発売日         | 発売日         | タイトル           | 形態   | 規格品番                 | 最高位 | 収録アルバム  |
| ---- | -------------- | -------------- | ------------------ | ------ | ------------------------ | ------ | ------------- |
| 1st  | 2011年3月2日   | 2011年3月2日   | くだらないの中に   | CD+DVD | VIZL-409（初回限定盤）   | 17位   | エピソード    |
| 1st  | 2011年3月2日   | 2011年3月2日   | くだらないの中に   | CD     | VICL-36633（通常盤）     | 17位   | エピソード    |
| 2nd  | 2012年         | 2月8日         | フィルム           | CD+DVD | VIZL-456（初回限定盤）   | 4位    | Stranger      |
| 2nd  | 2012年         | 2月8日         | フィルム           | CD     | VICL-36683（通常盤）     | 4位    | Stranger      |
| 3rd  | 2012年         | 7月4日         | 夢の外へ           | CD+DVD | VIZL-476（初回限定盤）   | 8位    | Stranger      |
| 3rd  | 2012年         | 7月4日         | 夢の外へ           | CD     | VICL-36709（通常盤）     | 8位    | Stranger      |
| 4th  | 2012年         | 11月28日       | 知らない           | CD+DVD | VIZL-510（初回限定盤）   | 5位    | Stranger      |
| 4th  | 2012年         | 11月28日       | 知らない           | CD     | VICL-36744（通常盤）     | 5位    | Stranger      |
| 5th  | 2013年         | 5月8日         | ギャグ             | CD     | VICL-36780               | 4位    | 未収録        |
| 6th  | 2013年         | 10月2日        | 地獄でなぜ悪い     | CD+DVD | VIZL-590（初回限定盤）   | 5位    | YELLOW DANCER |
| 6th  | 2013年         | 10月2日        | 地獄でなぜ悪い     | CD     | VICL-36835（通常盤）     | 5位    | YELLOW DANCER |
| 7th  | 2014年6月11日  | 2014年6月11日  | Crazy Crazy/桜の森 | CD+DVD | VIZL-678（初回限定盤）   | 4位    | YELLOW DANCER |
| 7th  | 2014年6月11日  | 2014年6月11日  | Crazy Crazy/桜の森 | CD     | VICL-36914（通常盤）     | 4位    | YELLOW DANCER |
| 8th  | 2015年5月27日  | 2015年5月27日  | SUN                | CD+DVD | VIZL-835（初回限定盤）   | 2位    | YELLOW DANCER |
| 8th  | 2015年5月27日  | 2015年5月27日  | SUN                | CD     | VICL-37059（通常盤）     | 2位    | YELLOW DANCER |
| 9th  | 2016年10月5日  | 2016年10月5日  | 恋                 | CD+DVD | VIZL-1006（初回限定盤）  | 2位    | POP VIRUS     |
| 9th  | 2016年10月5日  | 2016年10月5日  | 恋                 | CD     | VICL-37189（通常盤）     | 2位    | POP VIRUS     |
| 10th | 2017年8月16日  | 2017年8月16日  | Family Song        | CD+DVD | VIZL-1214（初回限定盤）  | 1位    | POP VIRUS     |
| 10th | 2017年8月16日  | 2017年8月16日  | Family Song        | CD     | VICL-37307（通常盤）     | 1位    | POP VIRUS     |
| 11th | 2018年2月28日  | 2018年2月28日  | ドラえもん         | CD+DVD | VIZL-1346（初回限定盤）  | 1位    | 未収録        |
| 11th | 2018年2月28日  | 2018年2月28日  | ドラえもん         | CD     | VICL-37373（通常盤）     | 1位    | 未収録        |
| 12th | 2021年6月23日  | 2021年6月23日  | 不思議/創造        | CD+BD  | VIZL-1915（”感謝”盤）    | 2位    | Gen           |
| 12th | 2021年6月23日  | 2021年6月23日  | 不思議/創造        | CD+BD  | VIZL-1917（”宴会”盤）    | 2位    | Gen           |
| 12th | 2021年6月23日  | 2021年6月23日  | 不思議/創造        | CD+DVD | VIZL-1916（”感謝”盤）    | 2位    | Gen           |
| 12th | 2021年6月23日  | 2021年6月23日  | 不思議/創造        | CD+DVD | VIZL-1918（”宴会”盤）    | 2位    | Gen           |
| 12th | 2021年6月23日  | 2021年6月23日  | 不思議/創造        | CD     | VICL-37610（通常盤）     | 2位    | Gen           |
| 13th | 2023年12月27日 | 2023年12月27日 | 光の跡/生命体      | CD+BD  | VIZL-2282（初回限定盤A） | 2位    | Gen           |
| 13th | 2023年12月27日 | 2023年12月27日 | 光の跡/生命体      | CD+DVD | VIZL-2283（初回限定盤B） | 2位    | Gen           |
| 13th | 2023年12月27日 | 2023年12月27日 | 光の跡/生命体      | CD     | VICL-37610（通常盤）     | 2位    | Gen           |

#### 配信限定シングル
|     | 配信日 | 配信日   | タイトル                                  | 規格                   | オリコン最高位 | Billboard Japan最高位 | Billboard Japan最高位 | Billboard Japan最高位 | 認定（RIAJ）     | 認定（RIAJ） | 収録アルバム                        |
| 年  | 月日   | DS       | タイトル                                  | 規格                   | Hot100         | DL                    | ST                    | DL                    | ST               |              | 収録アルバム                        |
| --- | ------ | -------- | ----------------------------------------- | ---------------------- | -------------- | --------------------- | --------------------- | --------------------- | ---------------- | ------------ | ----------------------------------- |
| 1st | 2018年 | 08月20日 | アイデア                                  | デジタル・ダウンロード | 1位            | 1位                   | 1位                   | 7位                   | ダブル・プラチナ | プラチナ×2   | POP VIRUS                           |
| -   | 2020年 | 04月15日 | うちで踊ろう                              | デジタル・ダウンロード | 32位           | 13位                  | 32位                  | -                     | -                | -            | Gen Hoshino Singles Box "GRATITUDE" |
| -   | 2020年 | 05月31日 | うちで踊ろう(Potluck Mix)                 | デジタル・ダウンロード |                | N/A                   | N/A                   | N/A                   | N/A              | N/A          | Gen Hoshino Singles Box "GRATITUDE" |
| 2nd | 2020年 | 06月19日 | 折り合い                                  | デジタル・ダウンロード | 5位            | 26位                  | 6位                   | -                     | -                | -            | Gen Hoshino Singles Box "GRATITUDE" |
| 3rd | 2021年 | 02月17日 | 創造                                      | デジタル・ダウンロード | 1位            | 7位                   | 1位                   | 38位                  | -                | -            | Gen                                 |
| 4th | 2021年 | 04月27日 | 不思議                                    | デジタル・ダウンロード | 1位            | 1位                   | 1位                   | 15位                  | -                | プラチナ     | Gen                                 |
| 5th | 2021年 | 10月18日 | Cube                                      | デジタル・ダウンロード | 2位            | 4位                   | 2位                   | 77位                  | -                | -            | 未収録                              |
| 6th | 2022年 | 4月8日   | 喜劇                                      | デジタル・ダウンロード | 1位            | 4位                   | 1位                   | 8位                   | -                | プラチナ     | Gen                                 |
| -   | 2022年 | 6月27日  | 喜劇 (feat. DJ Jazzy Jeff & Kaidi Tatham) | デジタル・ダウンロード | 19位           |                       |                       |                       |                  |              | 未収録                              |
| 7th | 2022年 | 7月18日  | 異世界混合大舞踏会 (feat.おばけ)          | デジタル・ダウンロード | 1位            | 6位                   | 1位                   | 64位                  |                  |              | Gen                                 |
| 8th | 2023年 | 8月14日  | 生命体                                    | デジタル・ダウンロード | 1位            | 7位                   | 1位                   | 100位                 |                  |              | Gen                                 |
| 9th | 2025年 | 1月28日  | Eureka                                    | デジタル・ダウンロード |                |                       |                       |                       |                  |              | Gen                                 |

### アルバム

#### オリジナルアルバム
| 枚  | 発売日         | タイトル      | 形態            | 規格品番                             | 最高位 | デジタル |
| --- | -------------- | ------------- | --------------- | ------------------------------------ | ------ | -------- |
| 1st | 2010年6月23日  | ばかのうた    | CD              | VICL-63626                           | 36位   | 19位     |
| 2nd | 2011年9月28日  | エピソード    | CD              | VICL-63781                           | 5位    | 24位     |
| 3rd | 2013年5月1日   | Stranger      | CD              | VICL-63996                           | 2位    | 16位     |
| 4th | 2015年12月2日  | YELLOW DANCER | CD+BD           | VIZL-897（初回限定盤A）              | 1位    | 2位      |
| 4th | 2015年12月2日  | YELLOW DANCER | CD+DVD          | VIZL-898（初回限定盤B）              | 1位    | 2位      |
| 4th | 2015年12月2日  | YELLOW DANCER | CD+ブックレット | VIZL-899（初回限定仕様/通常盤）      | 1位    | 2位      |
| 4th | 2015年12月2日  | YELLOW DANCER | CD              | VICL-64439（通常盤）                 | 1位    | 2位      |
| 5th | 2018年12月19日 | POP VIRUS     | CD+BD           | VIZL-1490（初回限定盤A）             | 1位    | 1位      |
| 5th | 2018年12月19日 | POP VIRUS     | CD+DVD          | VIZL-1491（初回限定盤B）             | 1位    | 1位      |
| 5th | 2018年12月19日 | POP VIRUS     | CD+ブックレット | VIZL-1492（初回プレス仕様/通常盤）   | 1位    | 1位      |
| 5th | 2018年12月19日 | POP VIRUS     | CD              | VICL-65085（通常盤）                 | 1位    | 1位      |
| 6th | 2025年5月14日  | Gen           | CD+Blu-ray      | VIZL-2436（Box Set“Visual/ Blu-ray） | 2位    | 1位      |
| 6th | 2025年5月14日  | Gen           | CD+DVD          | VIZL-2437（Box Set“Visual”/ DVD）    | 2位    | 1位      |
| 6th | 2025年5月14日  | Gen           | CD+ブック       | VIZL-2438（Box Set“Poetry”）         | 2位    | 1位      |
| 6th | 2025年5月14日  | Gen           | CD              | VICL-66033（通常盤）                 | 2位    | 1位      |

#### 配信限定EP
|     | 配信日         | タイトル   | 最高位 | 収録曲 |
| --- | -------------- | ---------- | ------ | --- |
| 1st | 2019年10月14日 | Same Thing | 1位    | →詳細は「 Same Thing 」を参照 |
| 2nd | 2023年9月8日   | LIGHTHOUSE | 2位    | 収録曲 1. 灯台 [3:08] 2. 解答者 [3:37] 3. 仲間はずれ [1:57] 4. Orange（feat. MC.waka） [2:47] 5. しかたなく踊る [2:24] 6. Mad Hope - Short（feat. Louis Cole, Sam Gendel） [0:36] |

### ボックスセット
| 発売日         | タイトル                            | 形態       | 規格品番  | 最高位 |
| -------------- | ----------------------------------- | ---------- | --------- | ------ |
| 2020年10月21日 | Gen Hoshino Singles Box "GRATITUDE" | 12CD+11BD  | VIZL-1793 | 4位    |
| 2020年10月21日 | Gen Hoshino Singles Box "GRATITUDE" | 12CD+11DVD | VIZL-1794 | 4位    |

### アナログ盤
| 発売日         | タイトル                                    | 規格品番     |
| -------------- | ------------------------------------------- | ------------ |
| 2010年6月16日  | ばかのうた（カクバリズム盤）                | KAKU-042     |
| 2014年2月5日   | ばかのうた（完全限定生産盤）                | VIJL-60130   |
| 2014年2月5日   | エピソード（完全限定生産盤）                | VIJL-60131   |
| 2014年2月5日   | Stranger（完全限定生産盤）                  | VIJL-60132   |
| 2014年12月17日 | 桜の森（12inch Analog）                     | VIJL-60140   |
| 2015年5月27日  | SUN                                         | VIKL-30070   |
| 2016年1月20日  | YELLOW DANCER                               | VIJL-60160   |
| 2019年3月27日  | POP VIRUS（生産限定盤/重量盤仕様2枚組）     | VIJL-60194/5 |
| 2019年3月27日  | YELLOW DANCER（生産限定盤/重量盤仕様2枚組） | VIJL-60198/9 |

### 自主制作盤
- ばかのうた
  - 2005年にライブ会場で限定販売[172]。
  - 収録曲:intro at atlantic/ばらばら/スーダラ節/次は何に産まれましょうか/ばかのうた/outro at pacific/夜中唄

### CDフォトブック
- ばらばら / し うた：星野源 しゃしん：平野太呂（2007年4月27日、リトルモア） ISBN 978-4898152119
  - 収録曲:本のイントロ/ばらばら/穴を掘る/選手/インストバンドの唄/ばかのうた/本のアウトロ/スーダラ節

### オムニバス
- りんごの子守唄（白盤）（2007年11月21日、ビデオアーツ・ミュージック）
  - 09. All Things Must Pass／中納良恵＋星野源
- デイジー・ホリデー / V.A. Presented by 細野晴臣（2008年7月9日、コロムビアミュージック）
  - 22. デイジーお味噌汁／星野源
- レイモンド・スコット・ソングブック Raymond Scott Songbook（2013年2月28日、デイジーワールド／リル・デイジー）
  - DISC-2 07. ラッキー・ストライク Lucky Strike（Raymond Scott）／星野源

### 参加作品
- 宮崎吐夢『宮崎吐夢記念館』（2004年6月23日、ミディ）
  - 「チン斬り寺」を作曲、ギターで参加
- 宮崎吐夢『今度も店じまい 今夜で店じまい 2nd SEASON』（2006年4月28日、講談社）
  - 「TINGUE BOSSA BOSA BOSSA NOVA」を作曲
- 高田漣『12 Notes』（2006年11月1日、VIDEOARTS）
  - 「薔薇と野獣」にボーカルで参加
- 寺尾紗穂『御身』（2007年4月4日、ミディ）
  - 「かくれてないで」にアコースティックギターで参加
- 寺尾紗穂『愛の秘密』（2009年4月22日、ミディ）
  - 「お天気雨」にアコースティックギターで参加[173]
- ASA-CHANG&巡礼『影の無いヒト』（2009年6月17日、commmons）
  - 「ウーハンの女」を作詞
- 細野晴臣『HoSoNoVa』（2011年4月20日、ビクターエンタテインメント）
  - 「バナナ追分」を作詞
- 宮内優里『ワーキングホリデー』（2011年7月20日、RALLYE LABEL）
  - 「読書」を作詞、ボーカルで参加
- 関ジャニ∞『ジャム』（2017年6月28日、INFINITY RECORDS）
  - 「今」を作詞作曲（akira nise名義）
- 木梨憲武『木梨ファンク ザ・ベスト』(2019年12月11日、ユニバーサルミュージック）
  - 「OTONA feat. 久保田利伸」を木梨サイクル（木梨憲武）と共同で作詞（星野青果店名義）

- Dua Lipa 『Future Nostalgia』
  - 自身がリミックスした「Good In Bed (Gen Hoshino Remix)」が収録
- 『Shang-Chi and the Legend of the Ten Rings: The Album』（2021年9月3日、ユニバーサルミュージック）
  - 『シャン・チー/テン・リングスの伝説』のインスパイアドアルバムの収録曲「Nomad」をZion.Tと共作
- スーパーオーガニズム『World Wide Pop』（2022年7月15日）
  - Into The Sun (feat. Gen Hoshino, Stephen Malkmus & Pi Ja Ma)、共同制作として参加

### 映像作品
|     | 発売日        | タイトル                            | 規格 | 最高位 | 規格品番                                        |
| --- | ------------- | ----------------------------------- | ---- | ------ | ----------------------------------------------- |
| 1st | 2014年8月20日 | STRANGER IN BUDOKAN                 | BD   | 5位    | VIZL-707（初回生産限定盤） VIXL-132/3（通常盤） |
| 1st | 2014年8月20日 | STRANGER IN BUDOKAN                 | DVD  | 3位    | VIZL-708（初回生産限定盤） VIBL-715/6（通常盤） |
| 2nd | 2015年3月25日 | ツービート in 横浜アリーナ          | BD   | 13位   | VIZL-826（初回生産限定盤） VIXL-148/9（通常盤） |
| 2nd | 2015年3月25日 | ツービート in 横浜アリーナ          | DVD  | 12位   | VIZL-827（初回生産限定盤） VIBL-767/8（通常盤） |
| 3rd | 2016年6月22日 | Live Tour “YELLOW VOYAGE”           | BD   | 1位    | VIZL-984（初回限定盤） VIXL-170/1（通常盤）     |
| 3rd | 2016年6月22日 | Live Tour “YELLOW VOYAGE”           | DVD  | 1位    | VIZL-985（初回限定盤） VIBL-813/4（通常盤）     |
| 4th | 2017年5月17日 | Music Video Tour 2010-2017          | BD   | 1位    | VIXL-192                                        |
| 4th | 2017年5月17日 | Music Video Tour 2010-2017          | DVD  | 1位    | VIBL-847〜848(2枚組)                            |
| 5th | 2018年1月10日 | Live Tour “Continues”               | BD   | 1位    | VIZL-1293（初回限定盤） VIXL-206/207（通常盤）  |
| 5th | 2018年1月10日 | Live Tour “Continues”               | DVD  | 1位    | VIZL-1294（初回限定盤） VIBL-873/874（通常盤）  |
| 6th | 2019年8月7日  | DOME TOUR “POP VIRUS” at TOKYO DOME | BD   | 1位    | VIZL-1597（初回限定盤） VIXL-267/8（通常盤）    |
| 6th | 2019年8月7日  | DOME TOUR “POP VIRUS” at TOKYO DOME | DVD  | 1位    | VIZL-1598（初回限定盤） VIBL-944/5（通常盤）    |
| 7th | 2023年2月15日 | Music Video Tour 2 2017-2022        | BD   | 1位    | VIBL-1073～4                                    |
| 7th | 2023年2月15日 | Music Video Tour 2 2017-2022        | DVD  | 1位    | VIXL-389                                        |

### ミュージックビデオ
| 公開日 | 公開日   | 曲名                                                | ゲスト出演者                              | 備考                                               |
| ------ | -------- | --------------------------------------------------- | ----------------------------------------- | -------------------------------------------------- |
| 2010年 | 6月10日  | くせのうた                                          |                                           |                                                    |
| 2011年 | 3月 9日  | くだらないの中に                                    |                                           |                                                    |
| 2011年 | 9月22日  | 日常                                                |                                           |                                                    |
| 2012年 | 1月19日  | フィルム                                            |                                           |                                                    |
| 2012年 | 6月22日  | 夢の外へ                                            |                                           |                                                    |
| 2012年 | 11月14日 | 知らない                                            |                                           |                                                    |
| 2013年 | 4月24日  | 化物                                                |                                           |                                                    |
| 2013年 | 5月8日   | ギャグ                                              |                                           |                                                    |
| 2013年 | 9月28日  | 地獄でなぜ悪い                                      |                                           |                                                    |
| 2014年 | 1月31日  | 季節                                                |                                           |                                                    |
| 2014年 | 6月 4日  | Crazy Crazy                                         |                                           |                                                    |
| 2015年 | 5月13日  | SUN                                                 | YouTubeチャンネルオーディオコメンタリー付 |                                                    |
| 2015年 | 9月11日  | Snow Men                                            |                                           |                                                    |
| 2015年 | 11月30日 | 時よ                                                | MIKIKO                                    |                                                    |
| 2016年 | 9月20日  | 恋                                                  |                                           | YouTubeチャンネルオーディオコメンタリー付          |
| 2017年 | 8月 1日  | Family Song                                         | 藤井隆、高畑充希                          | YouTubeチャンネルオーディオコメンタリー付          |
| 2018年 | 2月19日  | ドラえもん                                          |                                           |                                                    |
| 2018年 | 8月20日  | アイデア                                            | 三浦大知                                  | 三浦大知は振り付けを担当。MVの中でも姿を確認できる |
| 2018年 | 12月12日 | Pop Virus                                           |                                           |                                                    |
| 2019年 | 10月17日 | Same Thing                                          | feat. Superorganism                       |                                                    |
| 2020年 | 1月16日  | Ain't Nobody Know                                   | 小松菜奈                                  |                                                    |
| 2020年 | 2月19日  | 私                                                  |                                           |                                                    |
| 2020年 | 3月18日  | さらしもの (feat. PUNPEE)                           |                                           |                                                    |
| 2020年 | 6月19日  | 折り合い                                            | 石橋静河                                  |                                                    |
| 2021年 | 2月17日  | 創造                                                |                                           | YouTubeチャンネルオーディオコメンタリー付          |
| 2021年 | 5月30日  | 不思議                                              |                                           | YouTubeチャンネルオーディオコメンタリー付          |
| 2021年 | 10月20日 | Cube                                                | 菅田将暉                                  |                                                    |
| 2021年 | 11月3日  | Nomad                                               |                                           | Zion.T & Gen Hoshino                               |
| 2022年 | 5月 5日  | 喜劇                                                | YouTubeチャンネルオーディオコメンタリー付 |                                                    |
| 2022年 | 7月18日  | 異世界混合大舞踏会 (feat.おばけ)                    | YouTubeチャンネルオーディオコメンタリー付 |                                                    |
| 2023年 | 8月14日  | 生命体                                              | YouTubeチャンネルオーディオコメンタリー付 | 桐生祥秀、齋藤飛鳥、THE D SoraKi                   |
| 2023年 | 12月27日 | 光の跡                                              | YouTubeチャンネルオーディオコメンタリー付 |                                                    |
| 2025年 | 1月31日  | Eureka                                              | 仲野太賀                                  |                                                    |
| 2025年 | 5月14日  | Star                                                |                                           |                                                    |
| 2025年 | 7月24日  | Mad Hope (feat. Louis Cole, Sam Gendel, Sam Wilkes) | 監督・編集：ARuFa                         |                                                    |

### 楽曲提供
アーティストプロデュース
- LE SSERAFIM - 「Kawaii (Prod. Gen Hoshino)」

舞台
- 大人計画、ペンギンプルペイルパイルズ、猫のホテルなど

テレビドラマ
- WATER BOYS（2003年、フジテレビ） - 劇中歌「夏を休んでる場合じゃねぇ」「記号の世界」「モテたくてシンクロナイズド」（作詞・作曲）
- 未来講師めぐる（2008年、テレビ朝日） - 劇中歌「ぉ前達ァヵデミナール」（作曲）
- 11人もいる!（2011年、テレビ朝日） - 劇中歌「家族なんです」（作曲・歌）

テレビ番組
- みいつけた!（NHK Eテレ） - リトミック「なんかいっすー」「すわるぞう」「おっす!イスのおうえんだん」「グローイング アップップ」（作曲）
- ニャンちゅうワールド放送局（NHK Eテレ） - 番組オリジナルソング「めがねのうた」（作曲）
- LIGHTHOUSE（Netflix）-オープニング、各話エンディング（＃5を除く）
  1. Mad Hope (feat. Louis Cole, Sam Gendel) - OPテーマ曲
  2. 灯台 - ＃1
  3. 解答者 - ＃2
  4. 仲間はずれ - ＃3
  5. Orange（feat.MC Waka） - ＃4
  6. しかたなく踊る - ＃6（最終話）

CMソング
- ピエトロ - 「ピエトロドレッシング」
- UCC上島珈琲 -「Beyond the Sequence」（「COFFEE CREATION」シリーズ、2021年11月 - ）

ラジオ関連
オールナイトニッポン
- オールナイトニッポン50周年ジングル - 2017年1月3日25時からの放送内にて初解禁。のちに、一部の歌詞を変更し通常のジングルとして使用を継続（2022年10月3日まで）。通常版の音源は「Gen Hoshino Singles Box “GRATITUDE”」の特典CDに収録。
- オールナイトニッポン55周年ジングル - 2022年10月4日25時からの放送内にて初解禁。

ゲーム
- DEATH STRANDING 2: ON THE BEACH - 「Sayonara」

その他
- MUSIC ON! TV（エムオン!）ステーションID - 「季節」
- 「ポルノとルパンの歌」（作曲）

## タイアップ
| 起用年 | 曲名                              | タイアップ                                                                                                 |
| ------ | --------------------------------- | --- |
| 2012年 | フィルム                          | 角川配給映画『キツツキと雨』主題歌                                                                         |
| 2012年 | 生まれ変わり                      | 第一生命保険「知っておいていただきたいこと・風景」篇 CMソング                                              |
| 2012年 | ある車掌                          | NHK Eテレ『おじゃる丸 スペシャル 銀河がマロを呼んでいる 〜ふたりのねがい星〜』エンディングテーマ           |
| 2012年 | パロディ                          | キングレコード/ティ・ジョイ配給映画『ぱいかじ南海作戦』主題歌                                              |
| 2012年 | 夢の外へ                          | 資生堂「ANESSA」『笑顔キラリ』篇 CMソング                                                                  |
| 2013年 | ギャグ                            | 東宝配給アニメ映画『聖☆おにいさん』主題歌                                                                  |
| 2013年 | 季節                              | ビターズ・エンド配給映画『もらとりあむタマ子』主題歌                                                       |
| 2013年 | 地獄でなぜ悪い                    | キングレコード/ティ・ジョイ配給映画『地獄でなぜ悪い』主題歌                                                |
| 2014年 | 夢の外へ                          | テレビ新広島『行きたがリーノ』テーマソング                                                                 |
| 2014年 | 桜の森                            | 2014 J-WAVE 春のキャンペーンソング                                                                         |
| 2015年 | SUN                               | フジテレビ系 水10ドラマ『心がポキッとね』主題歌                                                            |
| 2015年 | Snow Men                          | 資生堂「マキアージュ」WEBムービー『Snow Beauty』主題歌                                                     |
| 2015年 | Week End                          | フジテレビ系『めざましどようび』テーマソング                                                               |
| 2016年 | 時よ                              | ユーキャン通信講座 2016年度 CMソング                                                                       |
| 2016年 | SUN                               | アサヒビール「ノンアルコールビールテイスト」CMソング                                                       |
| 2016年 | Friend Ship                       | ファントム・フィルム配給映画『森山中教習所』主題歌                                                         |
| 2016年 | Hello Song                        | ACジャパン「ライバルは、1964年」キャンペーンソング                                                         |
| 2016年 | Drinking Dance                    | ハウスウェルネスフーズ「ウコンの力」CMソング                                                               |
| 2016年 | Continues                         | スカパー!『リオ2016パラリンピック専門チャンネル』テーマソング・CMソング                                    |
| 2016年 | 恋                                | TBS系 火曜ドラマ『逃げるは恥だが役に立つ』主題歌                                                           |
| 2016年 | Non Stop                          | フジテレビ系『ノンストップ!』テーマソング                                                                  |
| 2017年 | 恋                                | 第89回選抜高等学校野球大会入場行進曲                                                                       |
| 2017年 | Family Song                       | 日本テレビ系 水曜ドラマ『過保護のカホコ』主題歌                                                            |
| 2017年 | 肌                                | 花王「ビオレu ボディウォッシュ」CMソング                                                                   |
| 2018年 | ドラえもん                        | 東宝配給アニメ映画『ドラえもん のび太の宝島』主題歌                                                        |
| 2018年 | ここにいないあなたへ              | 東宝配給アニメ映画『ドラえもん のび太の宝島』挿入歌                                                        |
| 2018年 | アイデア                          | NHK 連続テレビ小説『半分、青い。』主題歌                                                                   |
| 2018年 | サピエンス                        | NTTドコモ「ドコモの学割」CMソング                                                                          |
| 2019年 | Hello Song                        | NTTドコモ「星プロあたらしいスタート編」CMソング                                                            |
| 2019年 | ドラえもん                        | テレビ朝日系『ドラえもん』オープニングテーマ                                                               |
| 2019年 | 化物                              | テレビ東京系『あちこちオードリー』テーマソング                                                             |
| 2019年 | 夜のボート                        | ファントム・フィルム配給映画『108〜海馬五郎の復讐と冒険〜』主題歌                                          |
| 2019年 | 未来                              | NTTドコモ『カンナとミナミ』篇『カンナとミナミの約束』篇CMソング                                            |
| 2020年 | フィルム                          | NTTドコモ『カンナとミナミのアルバム』篇CMソング                                                            |
| 2020年 | Get a Feel                        | 東海テレビ『スイッチ!』テーマソング                                                                        |
| 2020年 | 創造                              | 任天堂「スーパーマリオブラザーズ 35周年」CMソング                                                          |
| 2020年 | ここにいないあなたへ              | NTTドコモ『先生からみんなへ』篇CMソング                                                                    |
| 2021年 | Friend Ship                       | NTTドコモ『カンナとミナミと星野先生』『星野先生の桜多めで』篇CMソング                                      |
| 2021年 | 不思議                            | TBS系 火曜ドラマ『着飾る恋には理由があって』主題歌                                                         |
| 2021年 | Cube                              | 松竹配給映画『CUBE 一度入ったら、最後』主題歌                                                              |
| 2021年 | Beyond the Sequence               | UCC上島珈琲「COFFEE CREATION」CMソング                                                                     |
| 2022年 | 喜劇                              | テレビ東京系アニメ『SPY×FAMILY』エンディングテーマ                                                         |
| 2022年 | 異世界混合大舞踏会 (feat. おばけ) | 東宝配給映画『GHOSTBOOK おばけずかん』主題歌                                                               |
| 2023年 | 不思議                            | キリンビール「淡麗グリーンラベル」CMソング                                                                 |
| 2023年 | 生命体                            | TBS系『世界陸上』『アジア大会』テーマソング                                                                |
| 2023年 | おともだち                        | ニッポン放送『オードリーのオールナイトニッポン in 東京ドーム』テーマ曲                                     |
| 2023年 | 光の跡                            | 東宝配給映画『劇場版 SPY×FAMILY CODE: White』エンディング主題歌                                            |
| 2024年 | 一瞬                              | 日本中央競馬会（JRA）70周年ブランドCMソング                                                                |
| 2024年 | 時よ                              | みずほ銀行「今年やろうを応援キャンペーン」 Web CM「新社会人」篇・「投資スタート」篇・「子育て」篇 CMソング |
| 2025年 | Eureka                            | TBS系 火曜ドラマ『まどか26歳、研修医やってます!』主題歌                                                    |
| 2025年 | Star                              | アサヒ飲料「Wonda」CMソング                                                                                |
| 2025年 | Sayonara                          | DEATH STRANDING 2: ON THE BEACH 楽曲提供                                                                   |

## ライブ・イベント

### ワンマンライブ
※会場名は開催当時のもの
| タイトル                                                                    | 開催年        | 会場 | 備考・映像収録                                                                                  | 映像収録 |
| --------------------------------------------------------------------------- | ------------- | --- | ----------------------------------------------------------------------------------------------- | --- |
| 星野源「ばかのうた」発売記念のライブ                                        | 2010年        | ＜全2公演＞ - 2010.07.12 SHIBUYA CLUB QUATTRO★ - 2010.07.13 SHINSAIBASHI CLUB QUATTRO | アルバム『ばかのうた』リリースライブ。自身初のワンマンライブ。                                  | 『くだらないの中に（初回限定盤DVD）』 |
| 星野源の挨拶まわりツアー2010                                                | 2010年        | ＜全4公演＞ - 2010.09.14 BEAT STATION - 2010.09.15 HIROSHIMA CLUB QUATTRO - 2010.09.28 札幌cube garden - 2010.09.29 仙台darwin | アルバム『ばかのうた』リリースツアー。自身初のライブツアー。                                    | |
| 星野源 ワンマンライブ                                                       | 2010年        | ＜全1公演＞ - 2010.12.05 東京キネマ俱楽部 | SAKEROCK恒例のイベントを星野源が行った。 ＜ゲスト＞高田漣                                       | |
| 星野源のライブ「部屋 in PARCO劇場」                                         | 2011年        | ＜全2公演＞ - 2011.04.04 PARCO劇場 - 2011.04.05 PARCO劇場 | ＜ゲスト＞高田漣、大久保佳代子（映像出演）                                                      | |
| 星野源の「エピソード１」                                                    | 2011年        | ＜全1公演＞ - 2011.10.02 SHIBUYA-AX★ | アルバム『エピソード』リリースツアー。                                                          | 『フィルム（初回限定盤DVD）』 |
| 星野源の別エピソード「部屋」                                                | 2011年        | ＜全2公演＞ - ～友達編～ 2011.12.13 恵比寿LIQUIDROOM - ～京都編～ 2011.12.20 京都磔磔 | アルバム『エピソード』リリースツアー。 ＜ゲスト＞ 清水ミチコ（友達編のみ）                      | |
| 「エピソード」発売記念ツアー『エピソード２以降』                            | 2012年        | ＜全7公演＞ - 2012.01.29 札幌PENNY LANE 24 - 2012.02.02 仙台Rensa - 2012.02.07 名古屋市芸術創造センター - 2012.02.09 HIROSHIMA CLUB QUATTRO - 2012.02.10 天神イムズホール - 2012.02.12 サンケイホールブリーゼ - 2012.02.20 中野サンプラザ★ | アルバム『エピソード』リリースツアー。                                                          | 『夢の外へ（初回限定盤DVD）』 |
| 星野源の日比谷野外大音楽堂ワンマンライブ 星野源のなんばHatchワンマンライブ  | 2012年        | ＜全2公演＞ - 星野源の日比谷野外大音楽堂ワンマンライブ 2012.05.13 日比谷野外大音楽堂★ - 星野源のなんばHatchワンマンライブ 2012.05.27 なんばHatch |                                                                                                 | 『知らない（初回限定盤DVD）』 |
| 星野源 ワンマンの秋                                                         | 2012年        | ＜全2公演＞ - ～ZEPP 大阪編～ 2012.11.06 Zepp Namba - ～ZEPP 東京編～ 2012.11.13 Zepp Tokyo★ |                                                                                                 | 『地獄でなぜ悪い（初回限定盤DVD）』 |
| 星野源のSHIWASU                                                             | 2012年        | ＜全1公演＞ - 2012.12.13 渋谷公会堂★ | <ゲスト>清水ミチコ                                                                              | 『地獄でなぜ悪い（初回限定盤DVD）』 |
| 星野源 ワンマンライブ STRANGER IN BUDOKAN                                   | 2013年→2014年 | ＜全1公演＞ - 2014.02.06 日本武道館★ | アルバム『Stranger』リリースツアー。 ※2013年7月19日に開催予定だったが、療養のため延期となった。 | 『STRANGER IN BUDOKAN』 |
| 星野源の復活アアアアア！                                                    | 2014年        | ＜全10公演＞ - 2014.03.10 オリックス劇場 - 2014.03.11 オリックス劇場 - 2014.03.13 名古屋国際会議場センチュリーホール - 2014.03.15 福岡市民会館 - 2014.03.18 上野学園ホール - 2014.03.25 札幌市民ホール - 2014.03.27 仙台市民会館 - 2014.03.29 本多の森ホール - 2014.04.09 NHKホール | アルバム『Stranger』リリースツアー。                                                            | |
| 星野源 横浜アリーナ2Days「ツービート」                                      | 2014年        | ＜全2公演＞ - 弾き語りDay 2014.12.16 横浜アリーナ★ - バンドDay 2014.12.17 横浜アリーナ★ |                                                                                                 | 『ツービート in 横浜アリーナ』 |
| 星野源のひとりエッジ in 武道館                                              | 2015年        | ＜全2公演＞ - DAY1 2015.08.12 日本武道館 - DAY2 2015.08.13 日本武道館★ | <ゲスト> - DAY1 - かしゆか（Perfume） - DAY2 - 神木隆之介                                       | 『YELLOW DANCER（初回限定盤A DVD / Blu-ray）』                                                                                             |
| 星野源 LIVE TOUR 2016 “YELLOW VOYAGE”                                       | 2016年        | ＜全13公演＞ - 2016.01.09 さっぽろ芸術文化の館 - 2016.01.16 本多の森ホール - 2016.01.23 さいたまスーパーアリーナ - 2016.01.24 さいたまスーパーアリーナ - 2016.01.28 アルファあなぶきホール - 2016.02.03 仙台サンプラザホール - 2016.02.09 日本ガイシホール - 2016.02.16 福岡サンパレス - 2016.02.27 神戸ワールド記念ホール - 2016.02.28 神戸ワールド記念ホール - 2016.03.05 広島文化学園HBGホール - 2016.03.14 日本武道館 - 2016.03.21 大阪城ホール★           | アルバム『YELLOW DANCER』リリースツアー。                                                       | 『Live Tour “YELLOW VOYAGE”』 |
| 星野源 新春 Live 2days『YELLOW PACIFIC』                                    | 2017年        | ＜全2公演＞ - 2017.01.23 パシフィコ横浜 - 2017.01.24 パシフィコ横浜★ |                                                                                                 | 『Family Song（初回限定盤DVD）』 |
| 星野源 LIVE TOUR 2017 “Continues”                                           | 2017年        | ＜10か所 - 全20公演＞ - 2017.05.21 - 22 マリンメッセ福岡 - 2017.05.27 - 28 神戸ワールド記念ホール - 2017.06.10 - 11 アスティ徳島 - 2017.06.17 - 18 宮城セキスイハイムスーパーアリーナ - 2017.06.30 - 07.01 朱鷺メッセ 新潟コンベンションセンター - 2017.07.08 - 09 真駒内セキスイハイムアイスアリーナ - 2017.07.22 - 23 大阪城ホール - 2017.08.05 - 06 横浜アリーナ - 2017.08.25 - 26 日本ガイシホール - 2017.09.09 - 10 さいたまスーパーアリーナ＜追加公演＞★ | 自身初のアリーナツアー。                                                                        | 『Live Tour “Continues”』 |
| 星野源 DOME TOUR 2019『POP VIRUS』                                          | 2019年        | ＜5か所 - 全8公演＞ - 2019.02.02 - 03 京セラドーム大阪 - 2019.02.16 - 17 ナゴヤドーム - 2019.02.23 札幌ドーム - 2019.02.27 - 28 東京ドーム★ - 2019.03.10 福岡ヤフオク！ドーム | アルバム『POP VIRUS』リリースツアー。 自身初のドームツアー。                                    | 『DOME TOUR “POP VIRUS” at TOKYO DOME』 |
| 星野源 POP VIRUS World Tour                                                 | 2019年        | ＜全4公演＞ - 2019.11.23 National Exhibition and Conversation Center Hong Arena（上海） - 2019.11.25 Sony Hall（ニューヨーク） - 2019.12.14 Legacy MAX（台北） | ＜ゲスト＞ 2019.11.25 Sony Hall - マーク・ロンソン - オロノ（Superorganism）                    | |
| 星野源 POP VIRUS World Tour「LIVE in JAPAN 2019 Gen Hoshino × MARK RONSON」 | 2019年        | ＜全2公演＞ - 2019.12.09 - 10 横浜アリーナ |                                                                                                 | |
| Gen Hoshino's 10th Anniversary Concert “Gratitude”                          | 2020年        | ＜1公演＞ - 2020.07.12 SHIBUYA CLUB QUATTRO★ | デビュー10周年記念のオンラインライブ。                                                          | 『不思議 / 創造（感謝盤・初回限定盤DVD / Blu-ray）』                                                                                       |
| YELLOW PASS Live Streaming “宴会”                                           | 2021年        | ＜1公演＞ - 2021.03.06 オンラインライブ★ | YELLOW PASS（旧メンバーズサイト）限定のオンラインライブ。                                       | 『不思議 / 創造（宴会盤・初回限定盤DVD / Blu-ray）』                                                                                       |
| YELLOW PASS Live Streaming “宴会” 鳳凰篇                                    | 2022年        | ＜1公演＞ - 2022.03.08 オンラインライブ★ | YELLOW PASS（旧メンバーズサイト）限定のオンラインライブ。                                       | ライブパート：『光の跡／生命体（初回限定盤DVD / Blu-ray）』 トークパート：メンバーズサイト「YELLOW MAGAZINE+」（有料）にてアーカイブ配信。 |
| Gen Hoshino presents “Reassembly”                                           | 2023年        | ＜2か所 - 4公演＞ - 2023.01.11 大阪城ホール - 2023.01.12 大阪城ホール - 2023.01.27 横浜アリーナ - 2023.01.28 横浜アリーナ★ | YELLOW PASS（旧メンバーズサイト）限定ライブ。                                                   | ｢Gen｣ Box Set “Visual”（初回限定盤DVD / Blu-ray）                                                                                          |
| Gen Hoshino presents MAD HOPE                                               | 2025年        | ＜9カ所 - 17公演＞ - 2025.5.15 - 16 Aichi Sky Expo（愛知県国際展示場）ホールA - 2025.5.24 - 25 北海道立総合体育センター（北海きたえーる） - 2025.5.31 - 6.1 さいたまスーパーアリーナ - 2025.6.11 - 12 宮城セキスイハイムスーパーアリーナ - 2025.6.18 - 19マリンメッセ福岡A館 - 2025.6.24 - 25 大阪城ホール - 2025.7.12 - 13 沖縄サントリーアリーナ ＜追加公演＞ - 2025.9.21 京セラドーム大阪 - 2025.10.18 - 19 Kアリーナ横浜                                   |                                                                                                 | |
| Gen Hoshino presents MAD HOPE Asia Tour                                     | 2025年        | <3カ所 - 5公演＞ - 2025.8.30-31 台北・TICC（台北國際會議中心） - 2025.9.6-7上海・回响之地Music Park - 2025.9.13-14 ソウル・オリンピック公園 オリンピックホール |                                                                                                 | |

### 出演イベント
特筆すべきイベントのみ記載。
- 2006年
  - 2006年07月28日 - FUJI ROCK FESTIVAL '06
- 2010年
  - 2010年04月29日 - Spring fields '10（4月29日-大阪・5月3日-東京）
  - 2010年08月07日 - SUMMER SONIC 2010
  - 2010年08月14日 - RISING SUN ROCK FESTIVAL 2010 in EZO
  - 2010年09月18日 - カクバリズムのぐうぜん
  - 2010年10月16日 - 法政大学多摩祭 自主法政祭多摩地区 フリーライブ企画『踊り明かそう日の出を見るまで』[207]
  - 2010年12月30日 - COUNTDOWN JAPAN 10/11[208]
- 2011年
  - 2011年01月25日 - シンジュクアクション 日本のロック 〜アコースティック編〜[209]
  - 2011年05月28日 - SPACE SHOWER TV presents VOICES[210]
  - 2011年07月17日 - ASIAN KUNG-FU GENERATION presents NANO-MUGEN FES.2011
  - 2011年07月24日 - SETSTOCK'11
  - 2011年07月30日 - FUJI ROCK FESTIVAL '11
  - 2011年08月05日 - ROCK IN JAPAN FESTIVAL 2011
  - 2011年08月07日 - WORLD HAPPINESS 2011
  - 2011年12月31日 - COUNTDOWN JAPAN 11/12
- 2012年
  - 2012年04月29日 - ARABAKI ROCK FEST.12
  - 2012年05月04日 - JAPAN JAM 2012
  - 2012年05月19日 - CIRCLE '12
  - 2012年05月26日 - ROCKS TOKYO 2012
  - 2012年07月22日 - JOIN ALIVE 2012
  - 2012年07月28日 - FUJI ROCK FESTIVAL '12
  - 2012年08月13日 - J-WAVE LIVE 813+ac
  - 2012年08月24日 - Slow Music Slow LIVE '12 in 池上本門寺
  - 2012年09月01日 - SPACE SHOWER SWEET LOVE SHOWER 2012
  - 2012年09月02日 - ENDLESS SUMMER BREEZE 2012
  - 2012年09月08日 - OTODAMA'11-'12 〜音泉魂〜
  - 2012年10月08日 - テレビ朝日ドリームフェスティバル 2012
  - 2012年11月23日 - MUSIC COMPLEX 2012
- 2014年
  - 2014年05月05日 - VIVA LA ROCK 2014
  - 2014年05月24日 - TOKYO METROPOLITAN ROCK FESTIVAL 2014
  - 2014年11月03日 - 仮面チャウダー 〜YAJIO CRAZY〜 チャウ大附属脂身高等学校3
  - 2014年12月20日 - 仮面チャウダー 〜YAJIO CRAZY〜 チャウ大ユニバーシティインターナショナルコラーゲンハイスクール
  - 2014年12月27日 - FM802 ROCK FESTIVAL RADIO CRAZY 2014
  - 2014年12月28日 - COUNTDOWN JAPAN 14/15
- 2015年
  - 2015年03月14日 - ビクターロック祭り 2015
  - 2015年07月25日 - FUJI ROCK FESTIVAL '15
  - 2015年08月02日 - ROCK IN JAPAN FESTIVAL 2015
  - 2015年08月08日 - SUNSTAR presents J-WAVE LIVE SUMMER JAM 2015
  - 2015年11月22日 - テレビ朝日ドリームフェスティバル 2015[211]
- 2016年
  - 2016年5月8日 - 細野晴臣 「A Night in Chinatown」
  - 2016年05月15日・22日 - TOKYO METROPOLITAN ROCK FESTIVAL 2016
  - 2016年05月29日 - VIVA LA ROCK 2016
  - 2016年07月07日 - 「LIFE!〜人生に捧げるコント〜」SUMMER FESTA 2016
  - 2016年08月06日 - ROCK IN JAPAN FESTIVAL 2016
  - 2016年08月20日・21日 - SUMMER SONIC 2016
  - 2016年10月09日 - ビクターロック祭り×MBS音祭〜2016大阪・秋の陣〜supported by uP!!!
  - 2016年10月23日 - テレビ朝日ドリームフェスティバル 2016
  - 2016年10月23日 - 岡村隆史のオールナイトニッポン歌謡祭 in 横浜アリーナ
- 2017年
  - 2017年02月04日 - オールナイトニッポン50周年 ALL LIVE NIPPON Vol.5
  - 2017年09月13日 - Perfume FES!! 2017
- 2018年
  - 2018年12月17日 - LIVE in JAPAN 2018 星野源 × Mark Ronson[212][213]
- 2019年
  - 2019年12月1日 - 細野晴臣イエローマジックショー3・2日目（映像出演）[214]
- 2021年
  - 2021年9月4日 - 星野源のオールナイトニッポン リスナー大感謝パーティー [215]
- 2022年
  - 2022年6月9日・10日・11日 - Fortnite SOUNDWAVEシリーズ
  - 2022年9月16日 - Spotifyビデオシングルシリーズ「Go Stream」

- 2023年
  - 2023年3月18日 - LIVE the SPEEDSTAR
  - 2023年8月19日 - SUMMER SONIC 2023 東京
- 2024年
  - 2024年2月9日 - バナナマンライブ 赤えんぴつ in 武道館（VTR出演）
  - 2024年2月18日 - オードリーのオールナイトニッポン in 東京ドーム（ゲスト出演）
  - 2024年4月12日 - 「ティファニー ワンダー」オープニングイベント (DJ &ミュージックセレクターとして参加)
  - 2024年5月4日 - VIVA LA ROCK 2024
  - 2024年8月11日 - ROCK IN JAPAN FESTIVAL 2024
  - 2024年8月17日 - SUMMER SONIC 2024 東京、及びMIDNIGHT SONIC

## 書籍

### 単著
- 『そして生活はつづく』（2009年、マガジンハウス）
  - 文庫版（2013年、文春文庫）ISBN 978-4167838386
- 『働く男』（2013年、マガジンハウス）
  - 文庫版（2015年、文春文庫）ISBN 978-4167904524
- 『蘇える変態』（2014年、マガジンハウス）
  - 文庫化改題『よみがえる変態』（2019年、文春文庫）ISBN 978-4167913557
- 『いのちの車窓から』（2017年、KADOKAWA）[216]
  - 文庫版（2022年、KADOKAWA）ISBN 978-4041026496
- 『いのちの車窓から2』（2024年、KADOKAWA）[217]

### 共著・対談集
- 『星野源 雑談集1』（2014年、マガジンハウス）ISBN 978-4838727247
- 細野晴臣（共著）『地平線の相談』（2015年、文藝春秋）ISBN 978-4163902364
- 『星野源 音楽の話をしよう』（2018年、朝日新聞出版）〈AERAムック〉ISBN 978-4022792013
- 『星野源 ふたりきりで話そう』（2019年、朝日新聞出版）〈AERAムック〉ISBN 978-4022792334

### 連載
- シアターガイド「わたしの今月」
- QuickJapan「植物人間でも踊れる音楽」「今日の埼玉」
- 少年文芸「くるくるぱー子」
- 未来創作vol.1 短編小説「急須」
- bounce.com「星野源の唄いだす小説」
- H（エイチ）「うめぼしのフィクション大魔王」（写真：梅佳代、ロッキング・オン）
- テレビブロス「細野晴臣と星野源の地平線の相談」（細野晴臣との対談連載）
- TSUTAYAフリーペーパー“VA”「星野源のそしてサケロックはつづく」
- マガジンハウス“ウフ.”「そして生活はつづく」
- POPEYE「ひざの上の映画館」「星野源の12人の恐ろしい日本人」
- GINZA「銀座鉄道の夜」
- ダ・ヴィンチ「星野源のだまって俺について来い」
- ダ・ヴィンチ「いのちの車窓から」
- AERA「音楽の話をしよう」→「ふたりきりで話そう」
- 小説「野性時代」連載小説「石の刃」米澤穂信×星野 源（扉絵担当）

### イヤーブック
2016年より毎年、イヤーブック『YELLOW MAGAZINE』をA!SMART（アスマート）やライブ会場などで販売していた。
- 購入者は「YELLOW PASS」に1年間登録することができた[218]。YELLOW PASSは、一般的なファンクラブに相当するWEBサービスで、ライブチケット最速先行受付やTV番組観覧への応募、限定商品の購入が可能。ただし、「オマケ」なので更新頻度は低め。
- YELLOW PASS限定イベント「Gen Hoshino presents “Assembly” Vol.01」が2020年3月に2会場4公演予定されていた（COVID-19感染拡大の影響で中止）[219][220]。
- YELLOW PASS限定配信イベント「YELLOW PASS Live Streaming “宴会”」が2021年3月に開催[221]。
- YELLOW PASS限定配信イベント「YP Live Streaming “宴会” 鳳凰篇」が2022年3月に開催[222]。
- YELLOW PASS限定イベント「Gen Hoshino Presents “Reassembly”」が2023年1月に2会場4公演で開催[223]。これに伴い、2022年11月から初の書店展開「YELLOW MAGAZINE FAIR」が全国の蔦屋書店など7店舗で開催された[224]。
- 2023年発売版は「A Year in Pictures」と題し構成を大幅に変更[225]。「YELLOW PASS」へのアクセス権限の付属も廃止し、「YELLOW PASS」は2023年4月23日をもってクローズ[226]。
- 2023年6月1日に、メンバーシップサイト「YELLOW MAGAZINE＋」がオープン。クローズした「YELLOW PASS」から移行するような形でのオープンとなった。毎月1日と15日の月2回（それぞれ土日祝の場合は翌平日）コンテンツが更新されるほか、年4回のトーク生配信などを予定している[227]。